# Ginalloa flagellaris
Ginalloa flagellaris là một loài thực vật có hoa trong họ Santalaceae. Loài này được Barlow mô tả khoa học đầu tiên năm 1996.